# Radio Dead Ones
Radio Dead Ones sind eine Punkrock-Band aus Berlin. Die Band spielt englischen Punk mit Rock-’n’-Roll-Einflüssen.

## Geschichte
Die Brüder Beverly (später Sänger bei Berlin Blackouts) und Rik und ihre zwei Freunde Ändru und TV Mörk gründeten die Band 2002. Zwischen 2005 und 2007 wurden sechs Vinyl-Tonträger veröffentlicht. Das Album Radio Dead Ones erschien 2008 auf Coretex/Bad Dog Records. Fabio Buemi (Potenzano) stieg als zweiter Gitarrist in die Band ein. Eine Europa-Tour folgte mit Bands wie U.S. Bombs, Agnostic Front, Mad Sin, Backyard Babies und Dropkick Murphys. 2009 spielte die Band zwei Konzerte mit den Toten Hosen. Ein Jahr später erschien das Mini-Album Berlin City auf XNO Records. Eine Tour mit Beatsteaks folgte. Fabio Potenzano verließ die Band und 2011 wurde das Album AAA auf SPV veröffentlicht. Im folgenden Jahr spielte die Band eine Tour mit Flogging Molly und nahm das dritte Album auf. Produziert wurde es von Rich Jones.

## Diskografie
- 2005: Out of Tune – 7" (GMM Records)
- 2005: Holy Ghost – 7" (Drunk'N'Roll Records)
- 2006: Split-Single mit Frontkick – 7" (GMM Records)
- 2006: Killers & Clowns – 12" (Wanda Records)
- 2007: Split-Album mit Funeral March – 12" (Wanda Records / True Rebel Records)
- 2007: Split-Single mit The Loyalties – 7" (Not On Your Radio Records)
- 2008: s/t Album – LP/CD (Coretex / Bad Dog Records)
- 2008: Late Man – Single-CD (Coretex / Bad Dog Records)
- 2009: Gambian Bumsters – 7" (Wanda Records / True Rebel Records)
- 2010: Berlin City EP – 10" (XNO Records)
- 2011: AAA – CD/2CD/LP(SPV)
- 2013: Second to None – 7" (GMM Records)
- 2016: Celebrate The End – LP/CD/MC (Wanda Records / Coretex / Tape Or Die)